# Ringkøbing
Ringkøbing (lokalt även skrivet Ringkjøbing) är en tätort och stad som utgör centralort i Ringkøbing-Skjerns kommun på västra Jylland i Danmark. Tätorten hade 9 985 invånare 2017. Ringkøbing var tills kommunreformen 2007 centralort i dåvarande Ringkøbings kommun och residensstad för Ringkjøbings amt. Stadens namn betyder "köpingen vid Rindum" (Rindum är en liten by som funnits sedan tiden kring järnåldern). 